# Jean Minani
Jean Minani, född 1974, är en burundisk politiker, som kandiderade till presidentposten i valet 2015, men som i slutskedet av valprocessen drog sig ur valet i protest mot att den sittande presidenten Pierre Nkurunziza ställde upp i valet (trots att han suttit de två mandatperioder som konstutionen tillåter). Han erhöll dock 1,36% av rösterna.

## Biografi
Minani har varit ledare för Front for Democracy in Burundi (Frodebu) sedan 1995. Han var talman för Burundis nationalförsamling mellan åren 2002 och 2005, vilket var en del av en uppgörelse inom fredsförhandlingarna med dåvarande presidenten Pierre Buyoya, Nelson Mandela och Minani.